# Athos Bandini
Pour les articles homonymes, voir Bandini.
Athos Bandini, né le 10 juin 1969 à Gassin, est un footballeur puis entraîneur français. Il évolue au poste de défenseur central ou latéral gauche au niveau amateur.
Reconverti entraîneur, il dirige notamment Toulon Le Las, l'ES Fréjus et l'EFC Fréjus Saint-Raphaël. Il est, depuis 2012, entraîneur de l'AS Maximoise.

## Biographie
Athos Bandini fait ses débuts au club amateur du Stade raphaëlois, où il passe la majeure partie de sa carrière, avant de prendre sa retraite de joueur.
Le premier club qu'il entraîne est Toulon Le Las qu'il mène en Division d'Honneur en 2007, qu'il réalise ses premières grandes performances. Guy David demande à Bandini de le seconder pour entraîner l'Étoile sportive fréjusienne. Celui qu'Athos qualifie de « son mentor » décède, plaçant Bandini aux rênes du club. Il fait monter le club en troisième division. Le club devient l'Étoile Football Club Fréjus Saint-Raphaël, et Bandini réussit à maintenir le club dans cette division de 2009 à 2011.
Malgré ses résultats, Bandini est licencié du club provençal. Courtisé par de nombreux clubs, il choisit finalement le Red Star Football Club, « convaincu par le discours du président Haddad ». Après une dizaine de matchs, il est licencié par les dirigeants parisiens. Désabusé, Athos Bandini les qualifie de « gens malhonnêtes », tout en déclarant qu'il a « été exploité », par rapport à son faible salaire, alors qu'il était « venu pour un projet de club en consentant de gros efforts de vie et sur le plan financier ».
Il entraîne depuis 2012 le club de la ville de Sainte-Maxime, évoluant en Promotion d'Honneur, deuxième division régionale. Se basant sur un projet au long terme, il fait passer le club en Division d'Honneur Régionale après une seule saison. La saison 2013-2014 est basée sur la « reconstruction de l'attaque » avec notamment l'arrivée des recrues comme Karim Chaouche, contacté personnellement par Bandini. Ce joueur n'hésite pas à louer le club et son projet : « la structure et le projet du club pèsent lourd ».

## Vie privée
Corse d'origine, Athos Bandini est le seul garçon d'une fratrie de cinq enfants. Il porte le même prénom que son père. Athos s'est marié à deux reprises. Son unique fille, née en 1995, est issue de son premier mariage, alors que Bandini s'est marié une seconde fois en 2011 et eu 2 petits garçons